# 桑折宗長
桑折 宗長（こおり むねなが）は、戦国時代から安土桃山時代にかけての武将。伊達氏の重臣。伊達輝宗、政宗に仕えた。

## 生涯
天文元年（1532年）、伊達氏の家臣桑折景長（貞長）の長男として生まれた。桑折氏は伊達家中の有力重臣の1人であり、父も伊達晴宗の執政を務めた他、足利将軍家からも陪臣ながら守護代として厚遇される家柄であった。
当初、父は伊達稙宗の6男四郎（宗貞）を嗣子として迎えていたが、宗貞が松鶴（宗長）との戯れによる小刀の負傷がもとで17歳で早世したため、松鶴は景長の弟彦十郎（飯田宗親）と共に相模国藤沢の遊行寺で出家し、覚阿弥と称した。後に父の命令で呼び戻されて還俗し、播磨守宗長（後に摂津守）と称し桑折家を継いだとされる。
伊達輝宗の隠居後は伊達政宗に仕え、政宗時代の伊達家のほとんどの合戦に参加し、戦功をあげている。その後老齢のため、嫡男の政長に家督を譲り、点了斎不曲と号して、以後も評定衆として政宗の補佐を務めた。
しかし、文禄2年（1593年）に嫡男の政長が文禄の役に出陣し、朝鮮釜山浦で病死。政長の子が娘の吉菊だけだったため、翌文禄3年（1594年）正月、政宗の命により宗長の甥で婿である石母田景頼の長男万六（後の桑折重長）が養嗣子（婿）となり、家督を相続した。だが、まもなく重長も亡くなり、嫡子定長も幼かったため、政宗の命により石母田景頼の4男宗頼が継ぐこととなり、石母田景頼は後見を命ぜられ桑折景頼と改称し桑折家の継承者となった。
慶長6年（1601年）7月23日に死去。享年70。しかし、『石母田家文書』には慶長13年（1608年）の宗長署名にて知行宛状が存在し、御日記には慶長19年（1614年）卒と記載されており、多くの文書で言われる慶長6年死去説は誤りであるとしている。
なお、後に仙台藩の桑折家宗家は定長が継いだが、飯坂の局の懇願と政宗の命により飯坂家の名跡を継ぐこととなり、仙台桑折家は断絶することになる。しかし、その再興した飯坂家も宗長の養子として入っていた飯坂輔俊（原田宗輔の次男）が伊達騒動の連座責任で切腹となり、断絶の憂き目に遭うこととなる。
また、宗長の末子幼名弁慶は（その説が正しければ）、文禄2年に政宗の命で原田宗時の養嗣子となって原田家を継ぎ、原田宗資と称した（桑折系図には弁慶は桑折景長の5男・古播州の末子と記載されている）。原田宗輔は宗資の子、飯坂輔俊は孫にあたる。
妹は飯坂宗康に嫁ぎ、2人の娘を産み、1人は政長の妻に、もう1人の娘は伊達政宗の側室・飯坂の局となり、後に伊予宇和島藩初代藩主の伊達秀宗の母となる。

## 系譜
- 父：桑折景長（桑折貞長）
- 母：名称不詳（柴田定朝の娘）
- 妻：名称不詳
  - 長子：桑折政長
  - 娘：名前不詳（石母田景頼の妻）
  - 子：原田宗資（原田宗時の養子）幼名弁慶（桑折系図には弁慶は桑折景長の五男・古播州の末子と記載されている）